# Провадия
Прова̀дия е град в област Варна, Североизточна България. Той е административен и стопански център на едноименната община Провадия.
Населението му според НСИ към 31 декември 2024 г. наброява 13 255 жители, което го прави втори по големина град в областта след Варна.
По данни на ГРАО към 15 юни 2023 г. в града живеят 14 560 души по настоящ адрес и 12 196 души по постоянен адрес.

## География
Провадия е град в Североизточна България, намира се в област Варна и е административен и стопански център на община Провадия. Отстои на 410 км североизточно от София, на 47 км западно от Варна и 53 км югоизточно от Шумен.
Градът е разположен на Провадийска река, по протежение на Провадийски пролом, обграден с високи скали от изток и запад.
На 5 km югоизточно от град Провадия се експлоатира солен щок, внедрен в отслабената зона при пресичане на няколко разлома.

### Железопътен транспорт
През града преминава жп линията Варна – София и Варна – Русе.

## Население
Численост на населението според преброяванията през годините:
| \| Година на преброяване \| Численост \| \| --------------------- \| --------- \| \| 1934 \| 7905 \| \| 1946 \| 8729 \| \| 1956 \| 12 463 \| \| 1965 \| 13 826 \| \| 1975 \| 15 166 \| \| 1985 \| 15 759 \| \| 1992 \| 15 251 \| \| 2001 \| 14 229 \| \| 2011 \| 13 255 \| \| 2021 \| 10 343 \| \| 2024 \| 9726 \| |           |
| Година на преброяване | Численост |
| 1934 | 7905      |
| 1946 | 8729      |
| 1956 | 12 463    |
| 1965 | 13 826    |
| 1975 | 15 166    |
| 1985 | 15 759    |
| 1992 | 15 251    |
| 2001 | 14 229    |
| 2011 | 13 255    |
| 2021 | 10 343    |
| 2024 | 9726      |

### Етнически състав

#### Преброяване на населението през 2011 г.
Численост и дял на етническите групи според преброяването на населението през 2011 г.:
|                     | Численост | Дял (в %) |
| Общо                | 13 255    | 100.00    |
| Българи             | 8562      | 64,59     |
| Турци               | 1510      | 11,39     |
| Цигани              | 734       | 5,53      |
| Други               | 36        | 0.27      |
| Не се самоопределят | 287       | 2,16      |
| Неотговорили        | 2126      | 16,03     |

## История
Провадия е селище с над 25-вековна история. Най-ранните открити следи от човешка дейност в района са датирани от V век пр.н.е., когато тези земи са били обитавани от траки. Материално наследство от тяхната култура са запазените около 30 скални гробници разположени в местността „Табиите“ (от турски език – укрепленията).
Приета е тезата, че днешният град е наследник на възникналата през V век крепост на Византия, която била част от изградената фортификационна система срещу нахлуващите от север войнствени племена. Византийците я наричали „Проватон“ (Πρόβατον). Има различни предположения за произхода на това име: едното го свързва с проход или теснина, докато другата версия е обвързана с превода от старогръцки език на наименованието „Проват“ (Προβάτ), което означава „овца“. Вероятно заради добре развитото овцевъдство в този край.
Заселилите се тук славяни (VI – VII век) нарекли крепостта „Овеч“ – буквалният превод на византийското наименование. Дошлите по-късно Аспарухови прабългари също възприели това име, което останало и през следващите средни векове. Вече в пределите на българската държава укреплението бързо се разраства в селище и дори става военно-административен център. За това способствало стратегическото му разположение – близостта до Плиска, Преслав и Варна, при евентуално превземане на Варна, Овеч бил основната преграда по-пътя към Плиска и Преслав.
По време на Второ българско царство (XII – XIV век) градът е бил процъфтяващ занаятчийско-търговски център, тук идвали търговци от Дубровник, Армения и други далечни краища. Овеч се издига и като един от най-важните митрополитски центрове на България, наред с Велико Търново, Велики Преслав, Червен, Дръстър, София.
Според Константин Иречек през османския период Провадия е главен източнобалкански център на дубровнишката търговия, а местната дубровнишка колония използва своя черква със сводове. При управлението на султан Мурад IV (1623 – 1640) в Прувади работи османска монетарница, в която се секат сребърни акчета.
По време на Руско–турската война (1828 – 1829) градът е напълно разрушен и години наред се възстановява. Броят на българското население чувствително намалява вследствие на няколко изселнически вълни към Русия и Румъния.
През януари 1878 г. местното население – християни и мюсюлмани, подписват писмено споразумение за взаимна защита от частите на воюващите страни – Руска империя и Османска империя. Съставена е общинска управа от 5 мюсюлмани, 4 българи и 1 евреин, ръководена от Осман бей. Това спомага за запазването на града и близките села от разоряване. На 3 февруари 1878 г. войски, водени от генерал Константин Манзей, се придвижват по маршрут Суворово – Неофит Рилски – Петров дол – Провадия и влизат без съпротива в града. Руските войски са посрещнати тържествено от християните. Осман Бей кани генерала в конака и му предава символично ключовете на града. Конниците на генерал Манзей престояват в града само няколко часа. Те разрушават жп гарата, подпалват държавните складове с храни и се отправят на север. На следващия ден – 4 февруари 1878 г., се получава известие за подписаното 4 дни по-рано в Одрин примирие. Според него до сключването на мира днешните североизточни български земи остават под османско управление. Старата администрация остава по местата си и дори до август 1878 г. продължава да събира данъците. 3 дни след оттеглянето на руските части, каймакаминът Сюлейман Ефенди се завръща в града с около 150 заптиета и поема управлението на каазата. Мирновременният живот се подновява постепенно. Това положение на относително спокойствие се дължи на сравнително доброто отношение на мюсюлманите към християните, които в миналото живеят дружелюбно. Окончателното освобождение на града става в края на юли 1878 г. Властта в града преминава в руската комендатура. В следващите дни са освободени и всички селища в региона. Поради тази причина в града пристигат руски войски едва няколко месеца по-късно на 29 – 30 август 1878 г. Освобождение на България от османско владичество заварва града с около 3500 жители. За кратък период от време градът е окръжен център в Княжество България. В резултат на административна реформа от 1881 г. до 1959 г. е със статут на околия. Градът се разраства и развива, увеличава се броят на жителите, отварят се мелници, маслобойни, фабрики за лакове, сапун, текстил.
В първите години на XX век, градът е известен с трайната си подкрепа за Прогресивнолибералната партия. Започва да се развива като промишлен и търговски център. През 1923 г. в града и околията му избухва силно обществено недоволство срещу Деветоюнския преврат.
През 1917 г. младият войник Стоян Събев открива близо до Провадийска река солен извор. През 1923 г. са построени соловарна фабрика и малка лечебна баня за работниците, а през 1935 г. е изградена по-голяма и по-модерна баня с едно отделение. През 1938 г. банята е разширена с допълнително отделение. Нарастващият интерес към солната баня води до построяването на модерни минерални бани през 1962 г., разположени в южния край на града. След Втората световна война започва бързо промишлено развитие. През годините на социалистическото строителство градът е част от промишлената ос Варна – Девня – Провадия. На 6 км югоизточно от града, край гара Мирово, се намира едно от най-големите находища в България на каменна сол, с дебелина 3900 м, на базата на което се получава готварска сол. Солен разтвор от находището по тръбопровод се пренася до химическия комбинат за производство на калцинирана сода в Девня.
Днес град Провадия и околностите му, с многобройните културно-исторически обекти, се превръща във все по-предпочитана туристическа дестинация.

## Религии
Основната религия, изповядвана в Провадия, е източноправославната. Православие изповядват – 72,04%, 0,08% са протестанти, а 0,06% – католици. Почти 23% се идентифицират като мюсюлмани сунити, 4,78% – мюсюлмани шиити и 0,04% – последователи на Петър Дънов.
По време на османското владичество православните християни в Провадия имат своя църква. През 1842 – 1843 г. е построена първата новобългарска църква в града – „Св. Никола“. Осветена е през 1844 г. Тя функционира активно осем десетилетия. Съборена е през 1955 г. Иконостасът е запазен до наши дни. През 1980 г. храмът е реставриран, но не се ползва за религиозни цели.
Според регистрите на Силистренски еялет през първата половина на XVII век, в града е имало 11 джамии, 3 църкви, 4 бани, 7 месджиди, 2 текета и 5 медресета.
През 1649 г. католическият свещеник мисионер Петър Богдан пише, че в града има две каменни православни църкви – българска и арменска. Арменската църква „Св. Степанос“ е съборена през Руско-турската война (1828 – 1829). При археологически разкопки през 1971 – 1973 г. са открити останки от основите на арменската църква.
Джамиите „Махкеме“, „Солакзаде Сюлейман Челеби“, „Чобан Хатун“, „Шейх Паша“, „Суфи Амджа Хасан“, „Касаб Мухиддин“ и „Исмаил Чавуш“, заедно с библиотеките и баните към тях са съборени през Руско-турските войни.
Според регистрите на Дунавски вилает от 1869 г. в града функционират 1 църква, 5 джамии („Бююк Чобан“, „Солак Синан“, „Месих Паша“, „Саръ Хюсеин Паша“ и „Юсуф Бей“) и 1 синагога. През 1938 г. с решение на мюсюлманското настоятелство е съборена джамията „Бююк Чобан“. Джамията „Месих Паша“ функционира до 1950 г. През 1989 г. е частично разрушена по подозрение, че в нея се съхраняват оръжия. Джамията „Солак Синан“ е изоставена преди Освобождението и съборена окончателно през 1970 г.
През периода 1912 – 1923 г. е построен православният храм „Св. Благовещение“, който е известен с пищната си украса. На Цветница в Провадия се устройват тържества, тогава се провежда и ежегодният пролетен панаир. Според историците празникът на Провадия – Цветница води началото си от прочутия Връбнишки панаир, който се провежда от XVII век. През 2014 г. на големия християнски празник Гергьовден е открит и осветен параклисът „Свети Георги Победоносец“.
Днес в центъра на града се намира функциониращата 400-годишна джамия „Юсуф Бей“ (построена през 1623 г.).
Съществуват 2 нефункциониращи джамии – „Саръ Хюсеин Паша“ (построена през 1867 г.) и „Месих Паша“ (построена през 1516 г.), които са паметници на културата.

## Забележителности
Има училище за народни песни, гайдари и други музикални инструменти. Провадия е изходно място за посещение на крепостта Овеч, етнографския комплекс „Ламбова къща“, експозиция, посветена на композитора Светослав Обретенов и неговото семейство. Градът разполага с исторически музей, художествена галерия и музейни сбирки от селата Манастир, Добрина, Градинарово, Черноок, Равна, Петров дол, Черковна, Снежина, Бозвелийско и др. Интерес за археолозите представлява праисторическият комплекс Солницата, който освен че е един от първите солодобивни центрове в Европа, е също и древно селище.
През 1959 г. в къщата на опълченеца Стефан Богданов е създадена музейна сбирка и е подредена експозиция. Години наред тя е сред най-богатите в страната. През 2005 г. сбирката получава статут на Исторически музей – във фонда му са събрани около 15 000 предмета от културно-историческото наследство на Провадия и селищата от бившата околия. Съхраняват се археологически находки от праисторията, Античността, Средновековието, материали от Османския период, новата и най-нова история на района. Акценти в експозицията на музея са най-ранният солодобивен център „Провадия-Солницата“, късноантичната и средновековна крепост Овеч, административен, военен и духовен център на Североизточна България по време на Втората българска държава, Старобългарският манастир (ІХ – ХІ век) край село Равна с уникална колекция от 138 съда (най-голямата в страната) и надписи (най-многобройни в славянската книжовна култура от Ранното средновековие). В музея могат да се видят предмети от градския и селския бит, носии от Сърта и Тракия, оръжейна експозиция, представяща хладни и огнестрелни оръжия в периода от средата на XVIII в. до Руско-турската война (1877 – 1878) и др.
През 1967 г. група интелектуалци създават Художествена галерия. Началото полагат писателят Вичо Иванов, дарил 30 платна живопис и графика и семейството художници Никола Тузсузов и Невена Тузсузова, които даряват завършените цикли платна „Тунизийци“ и „История“. В хранилището на галерията за четири десетилетия са събрани и се съхраняват над 320 творби – живопис графика, скулптура. Сред изявените автори са: Ненко Балкански, Илия Петров, Стоян Венев, Васил Стоилов, Светлин Русев, Цанко Лавренов, Златю Бояджиев и др. Художествената галерия постепенно се оформя като културен център на град Провадия.
В центъра на града се намира Часовниковата кула, която е изградена през ХVІ – ХVІІ век. Сегашния си вид е получила след ремонта, извършен от майстор Ламбо Христов заради наводнението от 1897 г. Кулата е с четириъгълна основа и има 5 етажа, над които се издига купол, носен от 6 малки колони.
През 1884 г. група родолюбиви граждани от провадийската интелигенция основават читалище, което тогава носи името на светите братя Кирил и Методий. Първоначално то се помещава в дюкяна на заможния провадийски търговец Иван Костов. През 1890 г. е образувано Театрално дружество за подпомагане на бедни ученици, а две години по-късно и Градската библиотека. През 1900 г. е основано читалищно дружество, наследник на съществуващото дотогава читалище „Св. св. Кирил и Методий“, което приема името „Алеко Константинов“. През май 1919 г. се учредява комитет за построяване на читалище храм-паметник за увековечаване паметта на загиналите във войните провадийци. Делото на основателите е продължено от техните синове. Родолюбивата идея получава реализация едва през 1951 г., когато тържествено новата сграда е предадена на читалищните дейци. Днес НЧ „Алеко Константинов 1884“ развива дейност на територията на община Провадия в следните направления: библиотечна дейност и информационни технологии, учебно-образователни дейности, любителско творчество, културна дейност и клубна дейност. През 1900 г. се създава читалище „Истикбал“ (превод от персийски език – „Бъдеще“). Читалището е закрито по време на тоталитарния режим. Открито е отново през 1992 г. Библиотеката към читалището има богат набор съвременна художествена литература. Библиотечното и информационно обслужване е на високо ниво. Читалището има богата сбирка старинни предмети от бита на турското население. Към читалището работят: литературен клуб, клуб куклен театър, женска певческа група и инструментална група за турски фолклор.
На около 1 км югозападно от центъра на града се намира османският форт Йълдъз табия (Звездно укрепление), разположен върху скален венец. Построена е в периода 1853 – 1856 г., в навечерието на Кримската война. В северозападния и югозападния ъгли на укреплението има бастиони.
Запазени къщи от Възраждането в Провадия могат да се наблюдават в архитектурен комплекс „Вароша“. В него се намират Ламбовата и Панайотовата къща.
В западната част на града се намира Скален манастир в местността Саръ Кая (Жълтата скала). Той е съставен от общо пет помещения – три затворени в северната част на скалата и две напълно отворени – в южната част. От трите затворени килии много интересна е най-северната, на чийто вход са разположени две ниши, образуващи олтар. Над тях и около тях има три надписа на грузински език. Написани са на старогрузинско писмо – асомтаврули и нусхури. Надписите гласят: „Господи Исусе Христе, Боже наш, помилуй нас, амин“, „Това са светите апостоли“ и „Споменете в молитвите си мене грешния Микаел Грузинеца“. Вляво на малкия олтар има плетеница за украса, а вдясно – скални рисунки: фигури на коне в различни пози. В подножието на скалите лежи огромен камък с оформена под него пещера.
Паметникът на загиналите дейци на Българската комунистическа партия и Работнически младежки съюз се намира пред сградата на Община Провадия. Той е изграден през 1956 г. с дарения. На паметни плочи са изписани имената на 34-мата загинали в периода от 1923 до 1944 г. В средата на паметника има войник, изправен в цял ръст и надпис: „Тоз, който падне в бой за свобода, той не умира“, а отстрани – сцени от боеве.
Братската могила – паметник на незнайния воин, се намира в малък парк в града. Тя е издигната в памет на загиналите съветски войници през 1944 г.
Паметник на жертвите на комунистическия терор. На 4 февруари се почита паметта на разстреляните учители, адвокати, и интелектуалци, представители на местната власт и полицейски служители, загинали през времето на комунистическия терор. Надписът на паметника гласи: „Те вярваха в Бог и обичаха България“.
Паметник на мястото на първата Община Провадия. На това място се е намирала сградата, в която на 11 септември 1878 г. руският комендант подполковник Константин Вигард обявява учредяването на първата Провадийска община с кмет Никола Калипетровски.
Сградата на Общински детски комплекс е с богата история. През годините там се е помещавала общинската администрация, използвана е и като ритуална зала за весели ритуали. По-късно е предоставена за извънкласни дейности на децата и учениците от града. Сградата е обявена за паметник на културата. Функцията ѝ е спомагателна за образованието, свързана е с кръжочни дейности и извънкласни занимания.
Паметник на загиналите във войните, издигнат в прослава на загиналите офицери и войници от град Провадия и Провадийската селищна система във войните за национално обединение – Сръбско-българска война (1885), Балканска война (1912 – 1913), Междусъюзническа война (1913) Първа световна война (1914 – 1918), Втора световна война (1939 – 1945), Отечествена война (1944 – 1945). Представлява разтворена книга, в която са записани имената на 40 загинали. Към съществуващия фундамент са добавени плочи от врачански камък, на които са изписани имената на 242 загинали. На плочите е изобразен кръст за храброст.

## Икономика
На 5 km югоизточно от Провадия е открито единственото за страната Мировско находище за каменна сол. Първият сондаж за проучване на находището е осъществен през 1926 г. Природните запаси от сол тук са изключително големи. „Провадсол“ АД добива сол и произвежда разсол, който се транспортира по тръби до заводите на Девня.
Градът разполага със завод за рафинирани масла и мазнини, както и за преработка на рапица – „Слънчеви лъчи България“ ЕАД. „Елдом-микс“ АД (основано през 1967 г.) е едно от първите предприятия в страната за производство на бяла техника. „Терем – Овеч“ (основано през 1954 г.) произвежда и ремонтира специализирано селскостопанско оборудване и специфични транспортни средства, първоначално използвани в армията. Има хлебозавод, текстилна фабрика, фабрика за мебели – „Импресия-99“ ООД и фабрика „Илчовски-94“ ЕООД – изработва суровини за производителите на крайни захарни изделия. „Протех-ЗХМ“ ООД – специализирано в производството на съдове от черна и неръждаема стомана за машиностроенето, химическата, хранително-вкусовата, биотехнологичната промишленост и екологията, както и за търговски бази за дистрибуция на петролни продукти, бензиностанции и газ-станции включително и метан-станции. Фирмата е единствен производител на резервоари за бензиностанции на веригите Shell и OMV за България. ТПК „Металик“ – производство на тенекеджийски изделия, пчеларски кошери и металообработка. „Химик“ АД – производство на прах за пожарогасители и фуражни смески. ЕТ „Митикон“ – производство на перилни препарати. Работят и няколко малки предприятия за производство на месни продукти, пакетиране на кафе и ядки.

## Известни личности
Родени в Провадия
- Ивелина Балчева (р. 1964), певица
- Красимир Гатев (1944 – 2008), пианист
- Людмила Исаева (1926 – 1991), поетеса
- Йордан Нихризов (р. 1953), политик, инженер, председател на Българската социалдемократическа партия (БСДП)
- Светослав Обретенов (1909 – 1955), композитор и хоров диригент
- Люба Обретенова-Кръстева (1919 – 1997), професор, музикална педагожка и пианистка
- Светослав Овчаров (р. 1957), режисьор, професор в НАТФИЗ „Кр. Сарафов“
- Камен Радев (р. 1970), председател на Национална айкидо и джиу-джицу федерация. Инструктор от международен клас. През 2015 г. получава наградата на японския посланик в н.п. Такаши Куидзуми за принос в българо-японските взаимоотношения в сферата на бойните изкуства.
- Василена Радева (р. 1982), режисьор, носител на наградите „Аскеер“ за дебют, „Икар“ за най-добро представление („Нордост – приказка за разрушението“) и Наградата за изкуство „Ст. Камбарев 2001“
- Коста Ранков (1865 – 1953), политик, два мандата кмет на Варна, народен представител в X обикновено народно събрание
- Цончо Родев (1926 – 2011), писател, автор на исторически, фантастични и приключенски романи, разкази и новели
- Йордан Славчев (р. 1960), енигматик и издател
- Миглена Тачева (р. 1960), политик, юрист, министър на правосъдието 2007 – 2009 г.
- Пламен Бочков (р. 1957), професор, фолклорист, етнолог, антрополог, ректор на Нов български университет от 2012 г.
- Александър Обретенов (1903 – 1990), професор, изкуствовед, архитект и общественик
- Христо Кючуков (р. 1962), академик, професор, езиковед и педагог. Активист за човешките, образователните и лингвистичните права на ромите.
- Хрисан Христов (1937 – 2017), офицер от Държавна сигурност.
- Йоланта Родева-Романски (1921 – 2008), лекар. Работи във Варна, Бургас и Обзор. От 1955 г. живее в Цюрих. Работи 24 години в Кръводарителния център на швейцарския Червен кръст.
- Дончо Димитров (р. 1958), бизнесмен, стоковед, народен представител в XXXVII народно събрание (1995 – 1997)
- Борис Ганчев (1894 – 1963), актьор. От 1924 г. до смъртта си играе в трупата на Народен театър „Иван Вазов“.
- Станислав Владимиров (р. 1989), автомобилен състезател. Рали шампион на България за млади пилоти за 2016 г.
- Христо Ганчев (1877 – 1912), актьор. Взима участие в Първата балканска война. Умира на фронта от коремен тиф.
- Пламен Казаков (р. 1962), футболист. Играе в Спартак (Варна), Черно море (Варна), Ботев (Нови Пазар), Шумен, Пасош де Ферейра (Португалия).
- Соня Кънчева (1929 – 2006), народна певица
- Партений Левкийски (1907 – 1982), духовник, левкийски епископ на Българската православна църква от 1945 до 1982 г.
- Георги Пенев (р. 1969), флотски офицер, флотилен адмирал (бригаден генерал)
- Никола Тузсузов (1900 – 1997), художник – сценограф, илюстратор, шрифтописец. Автор на множество графики, илюстрации, сценографски решения, карикатури.
- Стефан Корабов (р. 1921), индустриалец. Конструирал машина за източване на ножчета за селскостопански машини.
- Борис Везнев (1890 – 1957), строителен инженер
- Суави Басри Хаджи (р. 1956), зоотехник, народен представител в XXXVI народно събрание (1991 – 1994)
- Светослав Неделчев (1961 – 2020), лекар, специалист по нервни болести, народен представител в XLI народно събрание (2009 – 2013)
- Славин Славчев (р. 1991), поп рок изпълнител, победител в българско телевизионно музикално шоу „X Factor“
- Драгомир Коев (1937 – 2019), лекар, професор по ендокринология, почетен председател на Българското дружество по ендокринология
- Стела Митева-Динкова (р.1973), професор в Академия за музикално танцово и изобразително изкуство – „проф.Асен Диамандиев“
- Шеф Едуард Николов, главен готвач на ресторант "Св. Анна", бъдещ носител на звезда Мишлен. Несправедливо изгоднен от Сезон 7 на Hell's Kitchen.

## Образование и култура
- Първо основно училище „Христо Смирненски“
- Второ основно училище „Иван Вазов“
- Средно училище „Димитър Благоев“
- Професионална гимназия по селско стопанство „Земя“
- Професионална гимназия по хотелиерство, ресторантьорство и туризъм „Цар Симеон Велики“
- Детска градина „Снежанка“
- Детска градина „Пролет“
- Народно читалище „Алеко Константинов 1884“
- Народно читалище „Истикбал 1900“
- Център за подкрепа за личностно развитие – Общински детски комплекс

## Други
- Крепост Овеч има три входа. Западният вход е достъпен откъм града посредством оригинална спираловидна стълба със 111 стъпала. Главен за крепостта е северният вход. Пред него е изградено мостово съоръжение с дължина 150 м, което свързва твърдината със съседното плато Табиите. Източният подстъп е запазен в оригиналния си вариант с изсечени в скалата каменни стълби. В района на крепостта са разкрити основите на три черкви (функционирали в периода ХІІ-ХІV век) разположени между главната порта и скалния венец. Намиращата се най-близо до главната порта е митрополитската черква (трикорабна и едноапсидна) на средновековна Овечка епархия. Известни са имената на двама овечки митрополити – Теоктирикт и Лазар. Другите две черкви са еднокорабни и едноапсидни. Запазени са само основите, които са изградени от каменни блокове. При посещение на крепостта в каменното укрепление могат да бъдат разгледани кладенецът с дълбочина 79 м, митрополитската църква, рицарският затвор, кулата с дяволската пътечка и Калугерските дупки.
- Солницата – праисторически солодобивен център.[23][24][25][26]